# أجلك (لون)
الأَجْلَك أو الجلوكي أو الغلوكي أو الأغلك أو الأغبر أو الأخضر الشاحب (معرب عن الكلمة الإغريقية غلوكوس أو جلوكوس glaukós (واللاتينية) ومعناها "رمادي مزرق أو الأخضر الشاحب") ويستخدم لوصف مظهر شاحب رمادي أو أخضر مزرق من أسطح بعض النباتات، وكذلك في أسماء الطيور، مثل كما نورس غلوكي (Larus hyperboreus) والنورس أزرق الجناح (Larus glaucescens) والببغاء الأخضر الشاحب (Anodorhynchus جلاوكوس)، والتناجر الأخضر الشاحب (Thraupis glaucocolpa).
يستخدم أيضا مصطلح الأجلك نباتياً كصفة على أنها تعني "مغطى بطبقة شمعية رمادية، مزرقة، أو بيضاء (مثل أوراق الشجر الأخضر الشاحب).
وكان أول استخدام مسجل للأجلك كاسم اللون في اللغة الإنجليزية في العام 1671.

## معرض صور

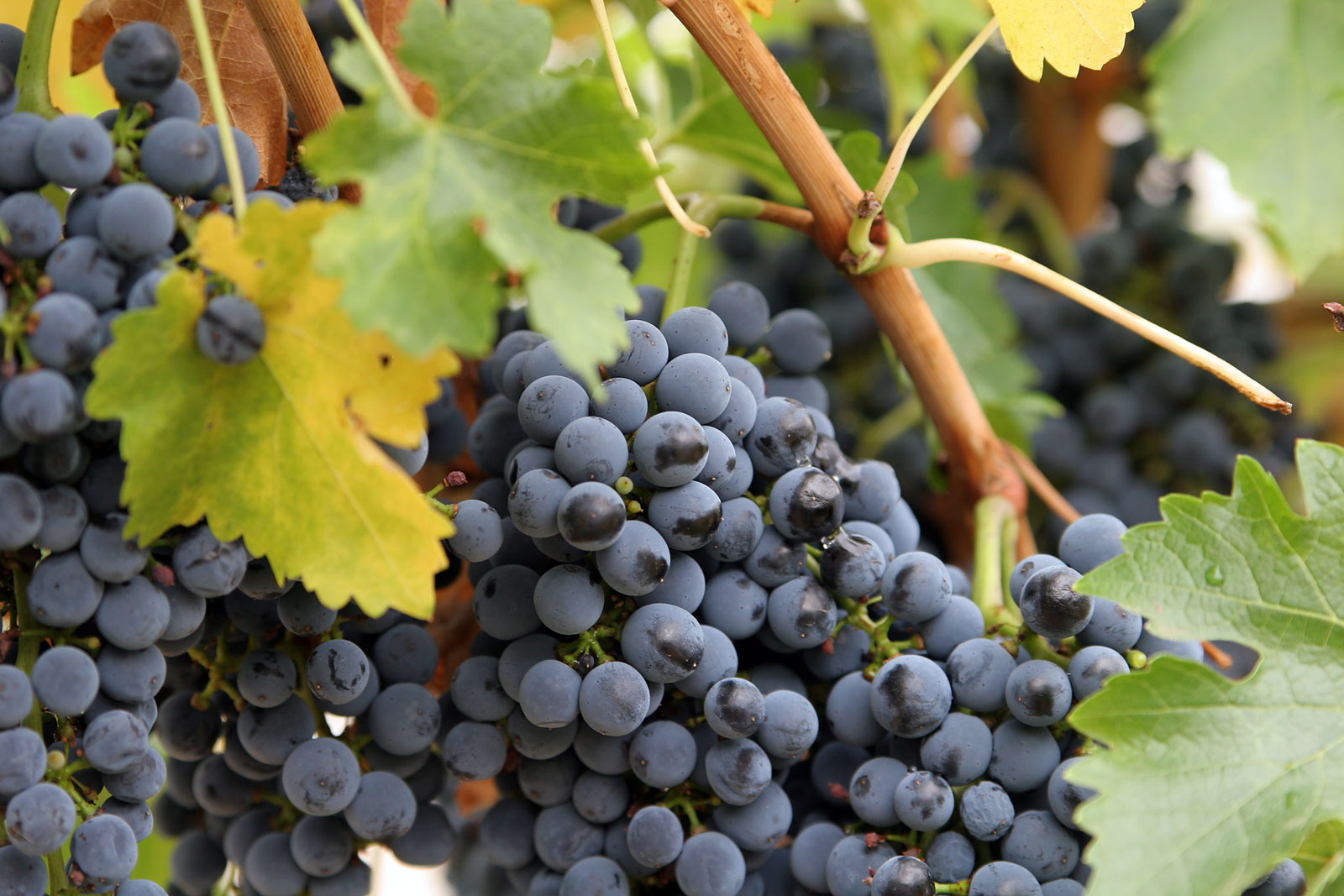
العنب مع الطلاء الأجلك (الأخضر الشاحب)
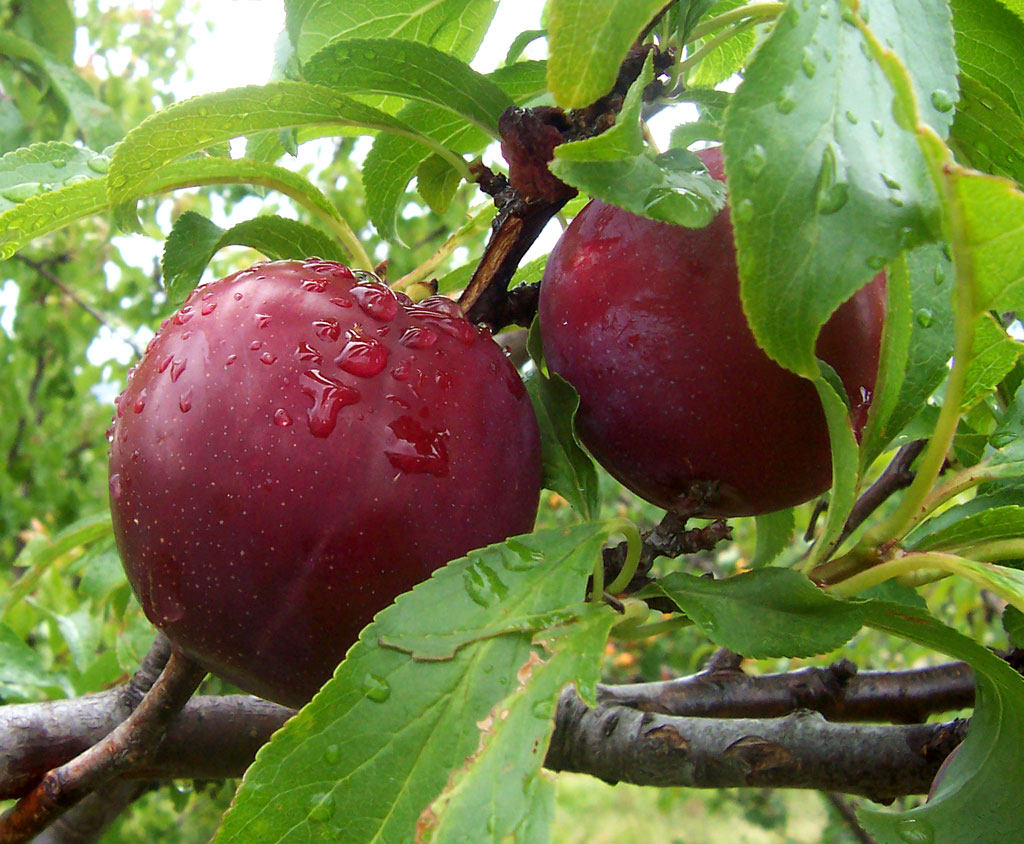
الخوخ مع بعض الطلاء الأجلك (الأخضر الشاحب) المرئي
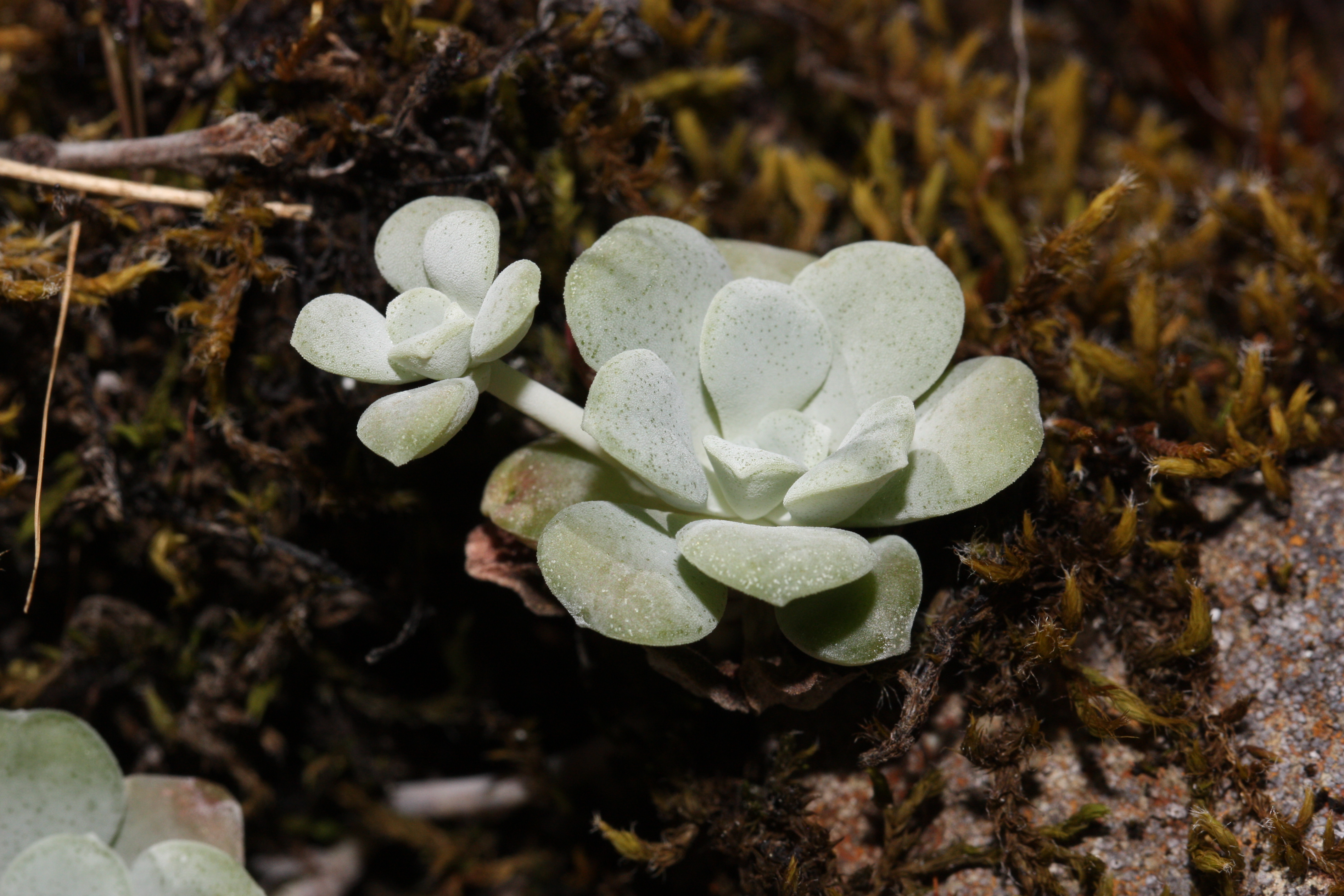
سدم ملعقي الأوراق وهو نبات عشبي معمر ذو أوراق جلكاء (خضراء شاحبة أو مغبرة).
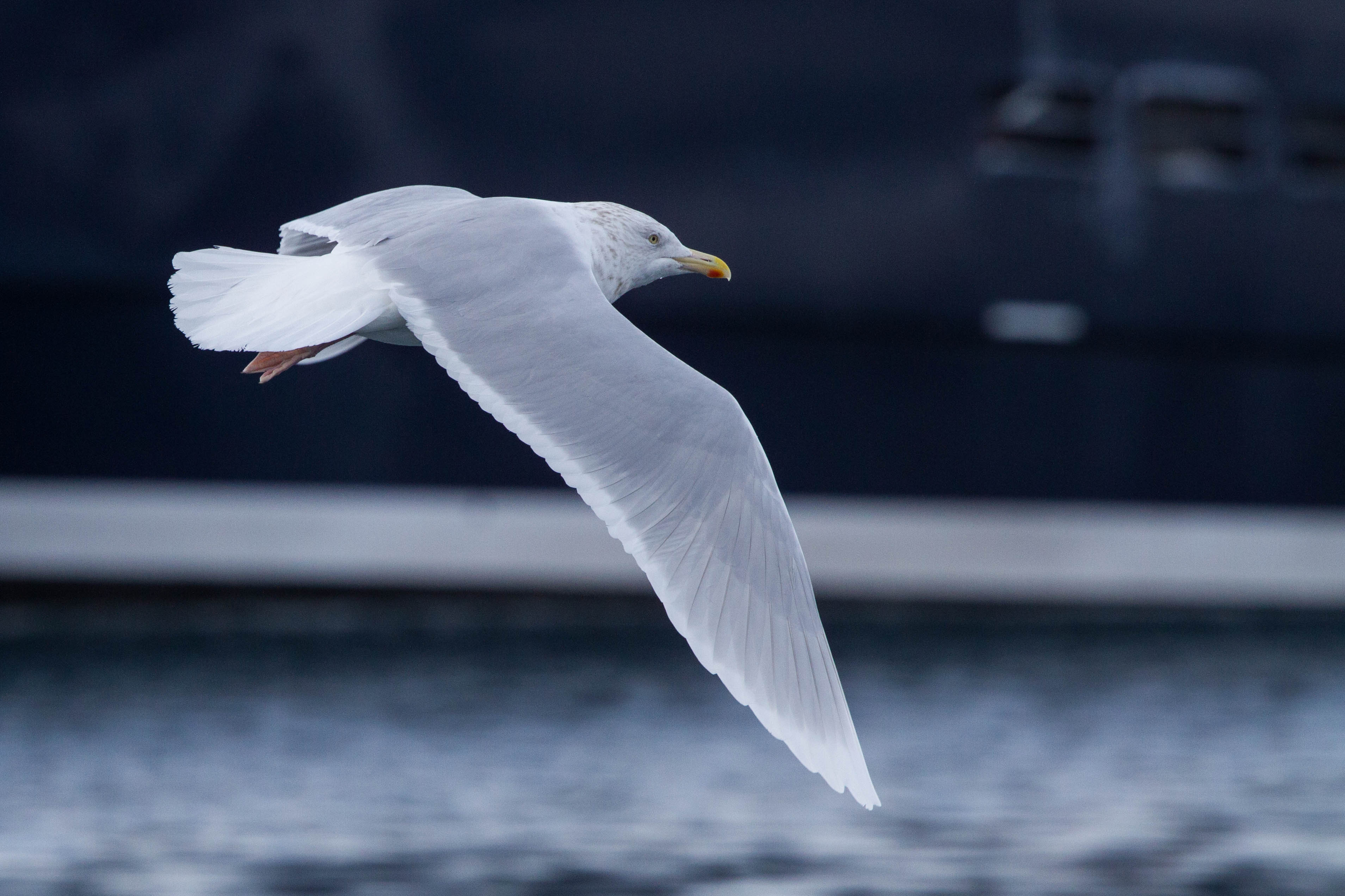
نورس الشمال الأقصى (النورس الأجلك)
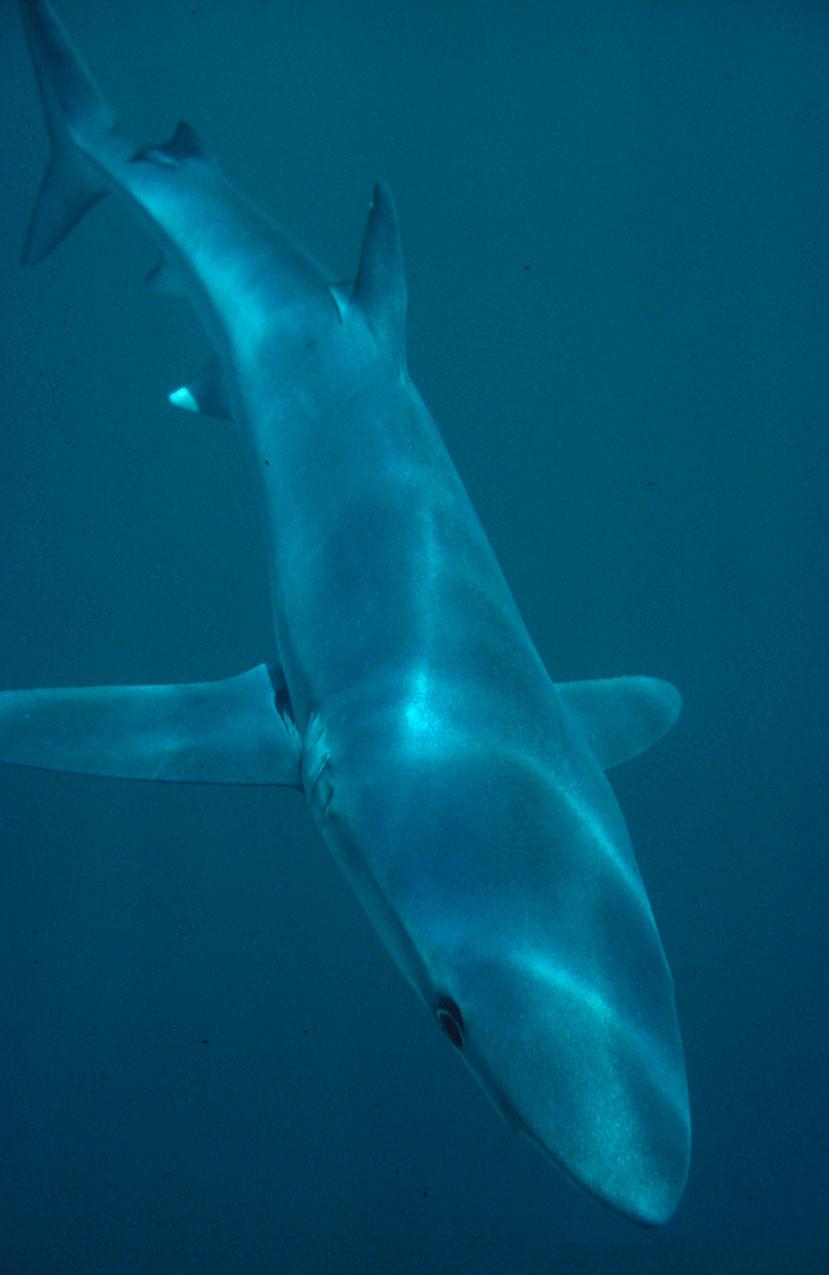
القرش الأزرق (القرش الأجلك)